# Gato (DeepMind)
Pour les articles homonymes, voir Gato.
Gato est un réseau neuronal profond créé par DeepMind et capable d'effectuer une large gamme de tâches complexes (dialogue, jeux vidéo, contrôle de bras robotisés pour empiler des blocs...). C'est un transformeur, comme GPT-3,. Contrairement à AlphaZero, Gato peut passer d'une tâche à l'autre sans nécessiter un nouvel entraînement qui lui ferait perdre ses compétences précédentes.
DeepMind affirme que Gato surpasse les performances des experts la moitié du temps pour 450 des 604 tâches qu'il peut effectuer. Gato marque une nouvelle étape sur la quête de l'intelligence artificielle générale. Certains estiment que c'est maintenant surtout la taille des modèles et la puissance de calcul ayant servi pour leur entraînement qui compte le plus,. Gato est un modèle relativement petit, avec seulement 1,2 milliard de paramètres contre 175 milliards pour GPT-3, et ce afin de pouvoir effectuer des tâches comme le contrôle de bras robotisé en temps réel, mais les capacités de calcul devraient augmenter dans les années qui viennent.